# Honeybus
Honeybus was een Britse popband.

## Bezetting
- Pete Dello[3] (Peter Blumson) (zang, keyboard, gitaar)
- Ray Cane (Raymond John Byart) (zang, bas, keyboards)
- Colin Hare (Colin Nicholas Nicol) (zang, ritmegitaar)
- Pete Kircher (Peter Derek Kircher) (zang, drums)
- Jim Kelly (James Kelly) (zang, leadgitaar)
- Lloyd Courtenay (drums)

## Geschiedenis

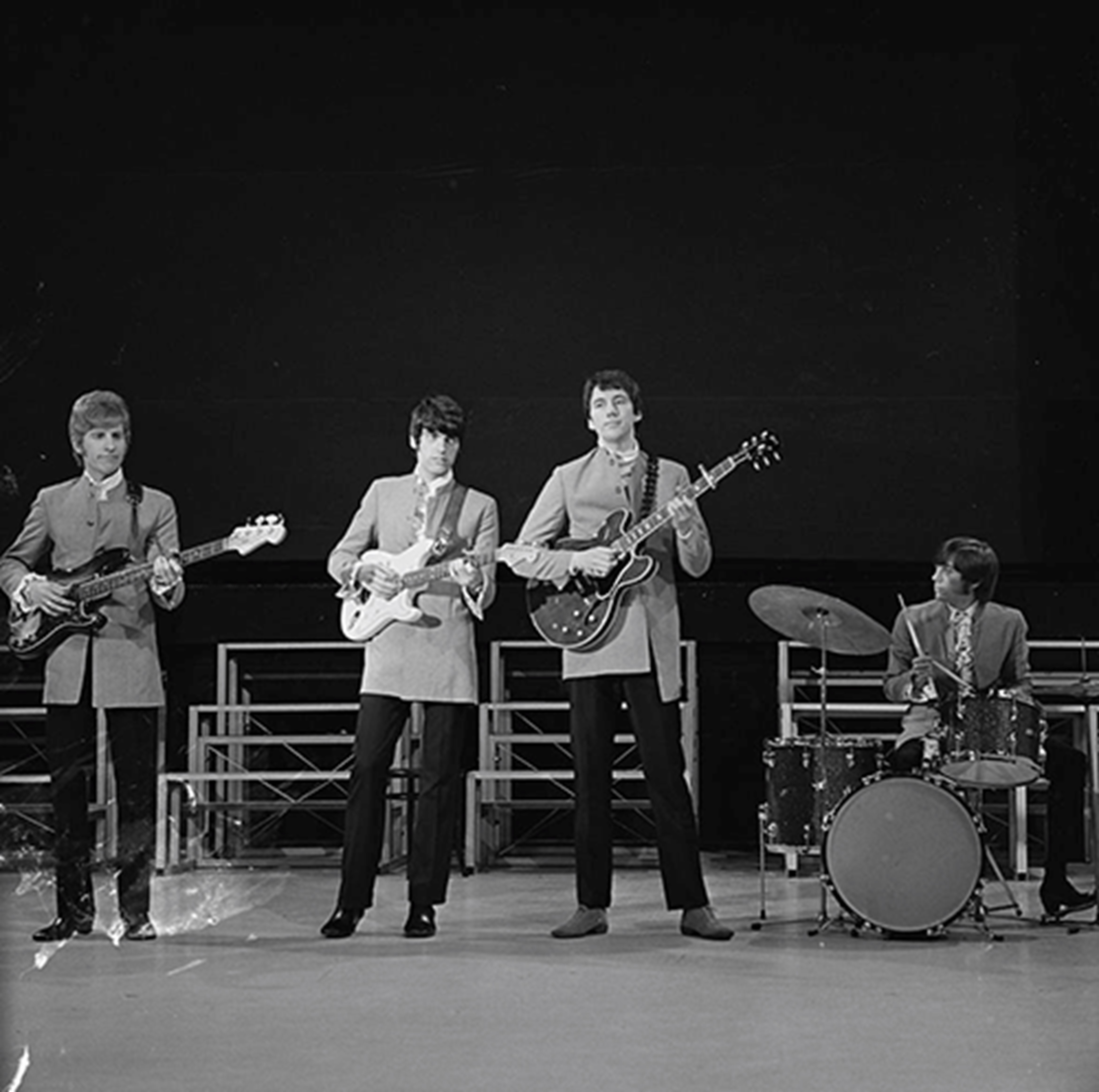
Honeybus (Fenklup, 1968)

De voornaamste componisten van de band waren Pete Dello en Ray Cane. De aanhangers en critici van de band, waaronder Kenny Everett, vergeleken de band met het Rubber Soul-tijdperk van The Beatles. Honeybus had een belangrijke hit met I Can't Let Maggie Go (1968), die zo populair was, dat het de band een coverfoto opleverde in het populaire muziekmagazine Disc and Music Echo, waarvoor ze poseerden boven op een rode Londense bus. De song bereikte een 8e plaats in de Britse singlehitlijst in april 1968 en bleef twee maanden in de top 40.
Dello verliet de band in 1968 en werd vervangen door Jim Kelly. Cane werd songwriter en verzorgde de leadzang. Deze bezetting had bescheiden successen met She Sold Blackpool Rock en Girl Of Independent Means. De band werd uiteindelijk ontbonden aan het eind van 1969. Hun album Story (1970), zonder een actieve band om het te promoten, flopte. 
Dello, Hare en Kelly gingen allen solomateriaal opnemen tijdens de vroege jaren 1970, dat goede kritieken kreeg, maar mislukte om belangrijk commercieel succes te realiseren.
De Dello-bandbezetting werd weer herenigd in 1971 om een nieuwe verzameling songs op te nemen voor Bell Records en een volledige lp Recital voor de Britse sectie van Warner Bros.. Een wijziging in het management bij Warner Bros. had tot gevolg dat Recital nooit werd gepubliceerd.
I Can't Let Maggie Go was ook een top 10-hit in Italië met een versie van Equipe 84, met de titel Un angelo blu. Deze genoot een onverwachte reprise in populariteit tijdens de jaren 1970, toen deze werd gebruikt als soundtrack voor een tv-reclameboodschap voor Nimble, een brood gemaakt voor afslankers.

## Verdere carrière van de leden
Kircher verliet de band in de zomer van 1969 en ging op tournee met Engelbert Humperdinck. Hij werd vervangen door drummer Lloyd Courtney voor de rest van de sessies voor hun debuutalbum. Kirchers drumcarrière bestond uit verschillende bands, waaronder Compass met Billy Bremner, Roger Rettig en Brian Hodgson, Shanghai, John Scott Cree, The Liverpool Express, Original Mirrors en Status Quo. Hij trok zich terug uit de muziekbusiness na het optreden van Status Quo bij Live Aid.
Kelly publiceerde de solosingle Mary Mary / Rev. Richard Bailey (1969) bij Deram Records, beide geschreven door Cane, maar deze flopte. Kelly vervoegde zich bij de Sleaz Band tijdens de jaren 1970, die de song All I Want is You publiceerden bij Fontana Records. Er werd ook een album opgenomen, maar nooit uitgebracht. Kelly overleed op 2e Kerstdag in 1995 na een lang ziekbed.
Na een aantal jaren niet te hebben opgetreden, publiceerde Hare nieuw solomateriaal in 2002. Momenteel runt hij een officiële Honeybus-website. In 2007 speelde Hare een paar optredens met een volledig nieuwe Honeybus-bezetting zonder Dello. Nog levende leden van Honeybus werden kort herenigd voor een Nederlands tv-programma Single Luck in 2003. De solo-lp Down From Pitswood bevatte twee originele en lang vergeten songs, die de band had opgenomen voor BBC-radiosessies in de late jaren 1960.

## Discografie

### Singles
Deram Records
- 1967: Delighted To See You / The Breaking Up Scene
- 1967: (Do I Figure) In Your Life / Throw My Love Away
- 1968: I Can't Let Maggie Go / Tender Are The Ashes
- 1968: Girl Of Independent Means / How Long
- 1969: She Sold Blackpool Rock / Would You Believe
- 1972: Story / The Right To Choose (opgenomen in januari 1970)

Decca Records
- 1969: La Cicogna (Italiaanse versie van She Sold Blackpool Rock) / Chi Sei Tu  (Italiaanse versie van Ceilings No 2) - Decca
- 1976: I Can't Let Maggie Go / Julie In My Heart (heruitgave)
- 1982: I Can't Let Maggie Go / Tender Are The Ashes (heruitgave)

Bell Records
- 1972: She Is The Female To My Soul / For Where Have You Been

Warner Music Group
- 1973: For You Baby / Little Lovely One

### Albums
- 1970: Story
- 1973: Recital (niet gepubliceerd)

### Compilaties
- 1989: Honeybus At Their Best
- 1993: Old Masters, Hidden Treasures
- 1997: At Their Best
- 1999: The Honeybus Story
- 2002: She Flies Like A Bird : The Anthology

### NPO Radio 2 Top 2000
| Nummer met noteringen in de NPO Radio 2 Top 2000 | '99  | '00  | '01  | '02 | '03  | '04  | '05  |
| ------------------------------------------------ | ---- | ---- | ---- | --- | ---- | ---- | ---- |
| I Can't Let Maggie Go                            | 1915 | 1938 | 1704 | -   | 1978 | 1983 | 1912 |

1. ↑  Een '-' betekent dat het nummer niet was genoteerd en een vetgedrukt getal geeft de hoogste notering aan.
2. ↑  Deze tabel is bijgewerkt tot en met de laatste editie (2024).